# Cão sem Dono
Cão sem Dono é um filme brasileiro de 2007, do gênero drama, dirigido por Beto Brant e Renato Ciasca, coautores do roteiro (com Marçal Aquino), que é baseado no romance Até o Dia em Que o Cão Morreu, de Daniel Galera.

## Elenco
- Júlio Andrade.... Ciro
- Tainá Müller.... Marcela
- Luiz Carlos V. Coelho
- Marcos Contreras
- Janaína Kremer
- Roberto Oliveira
- Sandra Possani
- Churras .... o cachorro

## Sinopse
Em Porto Alegre, Ciro é um jovem desmotivado e sem planos. Formado em literatura, trabalha - de vez em quando - com tradução. Ele conhece Marcela, uma bela moça do interior do Rio Grande do Sul que veio à capital sonhando em seguir a carreira de modelo.
Ao contrário de Ciro, Marcela é cheia de planos e sonhos. Depois que ela é atropelada por uma motocicleta, Marcela passa uma temporada no apartamento de Ciro. Um dia, ela aparece para dizer que ficaria muito tempo longe, porque está com câncer e talvez nunca mais se vissem. Diante desta situação, Ciro se desespera e perde o pouco do equilíbrio emocional que tinha, caindo no alcoolismo.

## Principais prêmios
- Festival de Cinema e Vídeo de Cuiabá (2007)

Melhor atriz (Tainá Muller)
- Cine PE - Festival do Audiovisual 2007

Melhor atriz (Tainá Muller)
Melhor filme - Troféu Calunga
Melhor filme - Prêmio da Crítica
- Festival Elcine - Encuentro Latinoamericano de Cine 2008

Melhor ator (Roberto Oliveira)
- Troféu APCA 2008 (Associação Paulista de Críticos de Arte)

Melhor roteiro (Marçal Aquino, Beto Brant e Renato Ciasca)